# Xanthippus (Sparta)
Xanthippus (Oudgrieks Ξάνθιππος / Xánthippos) was een Spartaanse officier en huurlingenleider. In 255 v.Chr. organiseerde hij met succes de Carthaagse weerstand tegen het Romeinse invasieleger van Regulus, dat na de zeeslag bij Kaap Ecnomus het Carthaagse gebied in Africa was binnengevallen.
Xanthippus had in Griekenland reeds een ruime oorlogservaring opgedaan wanneer hij door de Carthaagse overheid werd ingehuurd tegen de Romeinen. Hij schatte spoedig in dat het Carthaagse leger een fout had gemaakt door zich uit de vlakte terug te trekken en enkel in de bergen te vechten. Hij toonde dan ook dat de nadelen en verliezen aan de Carthagers door Regulus toegebracht een gevolg waren van de onbekwaamheid van de legerhoofden, waarop hij door de stem van het volk aan het hoofd van het leger werd geplaatst. Hij leerde hun het gebruik van de krijgsolifanten en wist aldus het geschokte zelfvertrouwen van de soldaten te herstellen.
Daarna stuurde hij aan op een confrontatie met Regulus’ troepen op vlak terrein. Hij stelde daarbij terecht veel vertrouwen in zijn vierduizend ruiters en honderd krijgsolifanten. Op die manier bracht hij de Romeinen een verpletterende nederlaag toe in de Slag bij Tunis. In korte tijd verloren deze alles wat zij in Africa hadden veroverd. Xanthippus, aan wie de eer van de overwinning toekwam, werd te Carthago gehuldigd, en keerde beladen met vele geschenken naar Griekenland terug. Het verhaal dat hij onderweg op verraderlijke wijze werd vermoord is wellicht een fictie, want hoogstwaarschijnlijk is hij dezelfde Xanthippus die later in Egypte zijn diensten aanbood aan Ptolemaeus Euergetes.
Hij werd ook gezegd in Tronis te Daulis een schrijn te hebben opgericht voor de heros Tronis.

## Antieke bronnen
| - Appianus, Libyca 4. - Diodorus Siculus, Bibliotheca historica XXIII 16. - Hiëronymus van Stridon, Commentarii in Danielem XI 7-9. - Pausanias, X 4.10. | - Polybius, Historiai I 32-34, 36. - Silius Italicus, Punica VI 682. - Valerius Maximus, Facta et dicta memorabilia IX 6 § 1. - Zonaras, Epitome VIII 13. |